# Sunset Acres (Texas)
Sunset Acres es un lugar designado por el censo ubicado en el condado de Webb en el estado estadounidense de Texas. En el Censo de 2010 tenía una población de 23 habitantes y una densidad poblacional de 522,37 personas por km².

## Geografía
Sunset Acres se encuentra ubicado en las coordenadas 27°47′39″N 99°27′24″O / 27.79417, -99.45667. Según la Oficina del Censo de los Estados Unidos, Sunset Acres tiene una superficie total de 0.04 km², de la cual 0.04 km² corresponden a tierra firme y (0%) 0 km² es agua.

## Demografía
Según el censo de 2010, había 23 personas residiendo en Sunset Acres. La densidad de población era de 522,37 hab./km². De los 23 habitantes, Sunset Acres estaba compuesto por el 100% blancos, el 0% eran afroamericanos, el 0% eran amerindios, el 0% eran asiáticos, el 0% eran isleños del Pacífico, el 0% eran de otras razas y el 0% pertenecían a dos o más razas. Del total de la población el 86.96% eran hispanos o latinos de cualquier raza.